# Klemmschaltung (Stromversorgung)

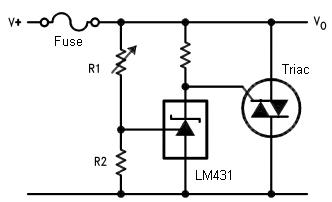
Klemmschaltung mit Triac und LM431 als Spannungsreferenz

Eine Klemmschaltung (engl. Crowbar) ist eine elektronische Schaltung, die als Schutz vor Überspannung vor allem in Gleichstromversorgungen niedriger Spannung eingesetzt wird. Dabei wird bei Erreichen einer bestimmten Spannung die Versorgungsspannung kurzgeschlossen, so dass als Folge eine Sicherung auslösen kann und die Stromversorgung unterbricht.
Crowbars dienen vor allem dem Schutz teurer Baugruppen, deren Betriebsspannung eng toleriert ist (z. B. 5-Volt-Versorgung von Digitalschaltungen), vor einem Versagen der Spannungsregelung in der Stromversorgung. Die Auslösezeit liegt im Bereich von Mikrosekunden, was aufgrund der meist großen Stütz-Kondensatoren ausreichend kurz ist.
Die Klemmschaltung hat als Schaltelement einen Thyristor oder Triac, der mit seinen beiden Hauptanschlüssen direkt an die Versorgungsspannung geschaltet ist. Bei Erreichen eines kritischen Überspannungsniveaus wird er über das Gate mittels einer Auslöseschaltung gezündet und schließt die Versorgungsspannung kurz. Der als Folge auftretende Kurzschlussstrom löst oft eine Schmelzsicherung in der Zuleitung aus und die Stromversorgung wird dauerhaft unterbrochen. Diese Schmelzsicherung muss schnell genug auslösen, um Schaden am Thyristor zu vermeiden, bzw. das Grenzlastintegral der Sicherung muss geringer sein als dasjenige des Thyristors. Das ist oft nicht zu erreichen bzw. eine solche Sicherung wäre teuer. Bei nicht strombegrenzenden Netzteilen dient sie daher vorrangig zur Brandverhütung und weniger dem Schutz des Thyristors.
Der Thyristor ist beim Ansprechen einer hohen Belastung ausgesetzt, da wegen der Stützkondensatoren kurzzeitig ein sehr hoher Strom fließt. Dessen Grenzlastintegral darf hierdurch nicht überschritten werden. Auch der schnelle Anstieg dieses Stromes kann den Thyristor gefährden, da nach dem Zünden zunächst nicht die gesamte Chipfläche am Stromfluss beteiligt ist. Um den Thyristor möglichst schnell zu zünden, wird ein steiler Stromanstieg des Zündstromes am Gate sowie ein mehrfach höherer Zündstrom als der Mindestwert empfohlen.
Der Unterschied zu einem Überspannungsschutz aus Suppressordioden, Gasableitern oder Varistoren besteht darin, dass wesentlich engere Toleranzen eingehalten werden und der Schutzpegel sehr nahe an der Nenn-Betriebsspannung liegen kann. Der Schutz von empfindlichen Logikschaltungen vor „Durchgehen“ des Netzteiles ist mit Überspannungsschutz-Bauelementen kaum möglich.
Der Spannungsabfall und somit die Verlustleistung am Thyristor ist darüber hinaus bei der Crowbar geringer, weshalb bei entsprechender Auslegung auch ohne Sicherung ein Dauerkurzschluss ertragen wird.
Solche Klemmschaltungen werden kaum in Verbindung mit selbstrückstellenden Sicherungen (PTC-Sicherungen) eingesetzt. In PC-Netzteilen führt ein Ansprechen der Klemmschaltung auf der 5-V-Schiene meist nicht zum Auslösen der netzseitigen Schmelzsicherung. Das Netzteil verbleibt oft im Kurzschluss-Zustand, bis es ausgeschaltet wird. Bei neuerlichem Einschalten des Netzteils ist der Thyristor zunächst gelöscht, zündet aber bei Überspannung sofort wieder. PC-Netzteile mit geringer oder ungleich verteilter Last können die Klemmschaltung auslösen – viele Modelle benötigen eine Mindestlast, um die Spannungstoleranz einzuhalten.